# Ernst Nagelschmitz
Ernst Nagelschmitz (Budapest, Magyarország, 1902. május 1. – München, 1987. május 23.) válogatott német labdarúgó, fedezet.

## Pályafutása

### Klubcsapatban
Kilencévesen került Budapestről Németországba. 1919 és 1937 között a Bayern München labdarúgója volt, ahol 1932-ben német bajnok lett a csapattal. A bajnoki döntőn Nürnbergben 2–0-ra győzött a Bayern az Eintracht Frankfurt ellen.

### A válogatottban
1926. április 18-án egy alkalommal szerepelt a német válogatottban egy Hollandia elleni barátságos mérkőzésen Düsseldorfban. A találkozó 4–2-es német győzelemmel ért végett és Nagelschmitz klubtársa Josef Pöttinger háromszor volt eredményes. Tagja volt 1928-as amszterdami olimpián szereplő válogatottnak, de pályára nem lépett.

## Sikerei, díjai
Bayern München
- Német bajnokság
  - bajnok: 1931–32